# Біназар
Біназа́р (каз. Биназар) — село у складі Мойинкумського району Жамбильської області Казахстану. Адміністративний центр та єдиний населений пункт Біназарського сільського округу.
У радянські часи село називалось Комінтерн.
Населення — 1296 осіб (2021; 1377 у 2009, 1300 у 1999, 1313 у 1989).